# Champ Car World Series 2006
Sezon 2006 w Champ Car był dwudziestą ósmą edycją tej serii wyścigowej (trzecią pod zarządem Champ Car). Rozpoczął się 9 kwietnia i zakończył się po 14 wyścigach 12 listopada.
Tytuł mistrzowski zdobył po raz trzeci z rzędu Sébastien Bourdais z zespołu Newman/Haas Racing, a tytuł najlepszego nowicjusza (Rookie of the year) zdobył Will Power. Wszystkie zespoły używały nadwozi Loli, silników Forda oraz opon Bridgestone.

## Lista startowa
Wszystkie zespoły używały 2,65-litrowego silnika Ford-Cosworth V8 XFE, nadwozie Lola B03/00 oraz opony Bridgestone.
| Zespół                  | Nr. | Kierowca           | Rundy     |
| ----------------------- | --- | ------------------ | --------- |
| Newman/Haas Racing      | 1   | Sébastien Bourdais | Wszystkie |
| Newman/Haas Racing      | 2   | Bruno Junqueira    | Wszystkie |
| Forsythe Racing         | 3   | Paul Tracy         | 1-13      |
| Forsythe Racing         | 3   | David Martínez     | 14        |
| Forsythe Racing         | 7   | Mario Domínguez    | 1-4       |
| Forsythe Racing         | 7   | A.J. Allmendinger  | 5-13      |
| Forsythe Racing         | 7   | Buddy Rice         | 14        |
| CTE Racing-HVM          | 4   | Nelson Philippe    | Wszystkie |
| CTE Racing-HVM          | 14  | Dan Clarke         | Wszystkie |
| Team Australia          | 5   | Will Power         | Wszystkie |
| Team Australia          | 15  | Alex Tagliani      | Wszystkie |
| PKV Racing              | 6   | Oriol Servià       | Wszystkie |
| PKV Racing              | 12  | Jimmy Vasser       | 1         |
| PKV Racing              | 20  | Katherine Legge    | Wszystkie |
| Rocketsports Racing     | 8   | Antônio Pizzonia   | 1         |
| Rocketsports Racing     | 8   | Nicky Pastorelli   | 2-6, 8-11 |
| Rocketsports Racing     | 8   | Mario Domínguez    | 12-14     |
| Rocketsports Racing     | 18  | Tõnis Kasemets     | 5-8, 12   |
| Rocketsports Racing     | 18  | Antônio Pizzonia   | 11, 13-14 |
| RuSPORT                 | 9   | Justin Wilson      | 1-12, 14  |
| RuSPORT                 | 10  | A.J. Allmendinger  | 1-4       |
| RuSPORT                 | 10  | Cristiano da Matta | 5-9       |
| RuSPORT                 | 10  | Ryan Briscoe       | 13-14     |
| Dale Coyne Racing       | 11  | Jan Heylen         | Wszystkie |
| Dale Coyne Racing       | 19  | Cristiano da Matta | 1-4       |
| Dale Coyne Racing       | 19  | Mario Domínguez    | 5-11      |
| Dale Coyne Racing       | 19  | Juan Cáceres       | 12        |
| Dale Coyne Racing       | 19  | Andreas Wirth      | 13-14     |
| Mi-Jack Conquest Racing | 27  | Andrew Ranger      | Wszystkie |
| Mi-Jack Conquest Racing | 34  | Charles Zwolsman   | Wszystkie |

## Wyniki
| Runda | Wyścig                                                                     | Czołowa trójka | Czołowa trójka     | Czołowa trójka      | Czołowa trójka |
| Runda | Wyścig                                                                     | Poz.           | Kierowca           | Zespół              | Czas           |
| ----- | -------------------------------------------------------------------------- | -------------- | ------------------ | ------------------- | -------------- |
| 1     | Toyota Grand Prix of Long Beach 9 kwietnia, Long Beach                     | 1              | Sébastien Bourdais | Newman/Haas Racing  | 1:40:07.670    |
| 1     | Toyota Grand Prix of Long Beach 9 kwietnia, Long Beach                     | 2              | Justin Wilson      | RuSPORT             | +14.1          |
| 1     | Toyota Grand Prix of Long Beach 9 kwietnia, Long Beach                     | 3              | Alex Tagliani      | Team Australia      | +20.5          |
|       |                                                                            |                |                    |                     |                |
| 2     | Grand Prix of Houston 13 maja, Houston                                     | 1              | Sébastien Bourdais | Newman/Haas Racing  | 1:59:57.021    |
| 2     | Grand Prix of Houston 13 maja, Houston                                     | 2              | Paul Tracy         | Forsythe Racing     | +1.2           |
| 2     | Grand Prix of Houston 13 maja, Houston                                     | 3              | Mario Domínguez    | Forsythe Racing     | +2.3           |
|       |                                                                            |                |                    |                     |                |
| 3     | Tecate Grand Prix of Monterrey 21 maja, Monterrey                          | 1              | Sébastien Bourdais | Newman/Haas Racing  | 1:39:50.252    |
| 3     | Tecate Grand Prix of Monterrey 21 maja, Monterrey                          | 2              | Justin Wilson      | RuSPORT             | +3.1           |
| 3     | Tecate Grand Prix of Monterrey 21 maja, Monterrey                          | 3              | A.J. Allmendinger  | RuSPORT             | +14.1          |
|       |                                                                            |                |                    |                     |                |
| 4     | Time Warner Cable Road Runner 225 4 czerwca, The Milwaukee Mile            | 1              | Sébastien Bourdais | Newman/Haas Racing  | 1:45:03.946    |
| 4     | Time Warner Cable Road Runner 225 4 czerwca, The Milwaukee Mile            | 2              | Justin Wilson      | RuSPORT             | +3.6           |
| 4     | Time Warner Cable Road Runner 225 4 czerwca, The Milwaukee Mile            | 3              | Nelson Philippe    | CTE Racing - HVM    | +5.6           |
|       |                                                                            |                |                    |                     |                |
| 5     | Grand Prix of Portland 18 czerwca, Portland International Raceway          | 1              | A.J. Allmendinger  | Forsythe Racing     | 1:48:32.853    |
| 5     | Grand Prix of Portland 18 czerwca, Portland International Raceway          | 2              | Justin Wilson      | RuSPORT             | +5.4           |
| 5     | Grand Prix of Portland 18 czerwca, Portland International Raceway          | 3              | Sébastien Bourdais | Newman/Haas Racing  | +6.0           |
|       |                                                                            |                |                    |                     |                |
| 6     | Grand Prix of Cleveland 25 czerwca, Cleveland                              | 1              | A.J. Allmendinger  | Forsythe Racing     | 2:00:22.619    |
| 6     | Grand Prix of Cleveland 25 czerwca, Cleveland                              | 2              | Bruno Junqueira    | Newman/Haas Racing  | +3.3           |
| 6     | Grand Prix of Cleveland 25 czerwca, Cleveland                              | 3              | Oriol Servià       | PKV Racing          | +3.5           |
|       |                                                                            |                |                    |                     |                |
| 7     | Molson Grand Prix of Toronto 9 lipca, Toronto                              | 1              | A.J. Allmendinger  | Forsythe Racing     | 1:38:01.286    |
| 7     | Molson Grand Prix of Toronto 9 lipca, Toronto                              | 2              | Paul Tracy         | Forsythe Racing     | +1.9           |
| 7     | Molson Grand Prix of Toronto 9 lipca, Toronto                              | 3              | Sébastien Bourdais | Newman/Haas Racing  | +2.4           |
|       |                                                                            |                |                    |                     |                |
| 8     | West Edmonton Mall Grand Prix 23 lipca, Edmonton                           | 1              | Justin Wilson      | RuSPORT             | 1:40:30.635    |
| 8     | West Edmonton Mall Grand Prix 23 lipca, Edmonton                           | 2              | Sébastien Bourdais | Newman/Haas Racing  | +5.3           |
| 8     | West Edmonton Mall Grand Prix 23 lipca, Edmonton                           | 3              | A.J. Allmendinger  | Forsythe Racing     | +9.9           |
|       |                                                                            |                |                    |                     |                |
| 9     | Canary Foundation Grand Prix of San Jose 30 lipca, San Jose                | 1              | Sébastien Bourdais | Newman/Haas Racing  | 1:38:00.168    |
| 9     | Canary Foundation Grand Prix of San Jose 30 lipca, San Jose                | 2              | Cristiano da Matta | RuSPORT             | +6.7           |
| 9     | Canary Foundation Grand Prix of San Jose 30 lipca, San Jose                | 3              | Justin Wilson      | RuSPORT             | +8.1           |
|       |                                                                            |                |                    |                     |                |
| 10    | Grand Prix of Denver 13 sierpnia, Denver                                   | 1              | A.J. Allmendinger  | Forsythe Racing     | 1:44:59.557    |
| 10    | Grand Prix of Denver 13 sierpnia, Denver                                   | 2              | Bruno Junqueira    | Newman/Haas Racing  | +20.6          |
| 10    | Grand Prix of Denver 13 sierpnia, Denver                                   | 3              | Dan Clarke         | CTE Racing - HVM    | +50.3          |
|       |                                                                            |                |                    |                     |                |
| 11    | Champ Car Grand Prix de Montréal 27–28 sierpnia, Circuit Gilles Villeneuve | 1              | Sébastien Bourdais | Newman/Haas Racing  | 2:01:09.290    |
| 11    | Champ Car Grand Prix de Montréal 27–28 sierpnia, Circuit Gilles Villeneuve | 2              | Paul Tracy         | Forsythe Racing     | +1.4           |
| 11    | Champ Car Grand Prix de Montréal 27–28 sierpnia, Circuit Gilles Villeneuve | 3              | Nelson Philippe    | CTE Racing - HVM    | +2.8           |
|       |                                                                            |                |                    |                     |                |
| 12    | Grand Prix of Road America 23 września, Road America                       | 1              | A.J. Allmendinger  | Forsythe Racing     | 2:36:44.637    |
| 12    | Grand Prix of Road America 23 września, Road America                       | 2              | Bruno Junqueira    | Newman/Haas Racing  | +0.7           |
| 12    | Grand Prix of Road America 23 września, Road America                       | 3              | Sébastien Bourdais | Newman/Haas Racing  | +1.0           |
|       |                                                                            |                |                    |                     |                |
| 13    | Lexmark Indy 300 22 października, Surfers Paradise                         | 1              | Nelson Philippe    | CTE Racing - HVM    | 1:50:50.985    |
| 13    | Lexmark Indy 300 22 października, Surfers Paradise                         | 2              | Mario Domínguez    | Rocketsports Racing | +0.7           |
| 13    | Lexmark Indy 300 22 października, Surfers Paradise                         | 3              | Alex Tagliani      | Team Australia      | +6.0           |
|       |                                                                            |                |                    |                     |                |
| 14    | Gran Premio Telmex 12 listopada, Autódromo Hermanos Rodríguez              | 1              | Sébastien Bourdais | Newman/Haas Racing  | 1:51:31.146    |
| 14    | Gran Premio Telmex 12 listopada, Autódromo Hermanos Rodríguez              | 2              | Justin Wilson      | RuSPORT             | +3.5           |
| 14    | Gran Premio Telmex 12 listopada, Autódromo Hermanos Rodríguez              | 3              | Will Power         | Team Australia      | +46.5          |

     tor owalny  
     tor drogowy  
     tor uliczny  
     tor na lotnisku

## Klasyfikacja
| Poz. | Kierowca           | LB | HOU | MTY | MIL | POR | CLE | TOR | EDM | SJ | DEN | MTL | RA | SP | MEX | Suma punktów |
| ---- | ------------------ | -- | --- | --- | --- | --- | --- | --- | --- | -- | --- | --- | -- | -- | --- | ------------ |
| 1    | Sébastien Bourdais | 1  | 1   | 1   | 1   | 3   | 18  | 3   | 2   | 1  | 7   | 1   | 3  | 8  | 1   | 387          |
| 2    | Justin Wilson      | 2  | 5   | 2   | 2   | 2   | 13  | 4   | 1   | 3  | 8   | 14  | 5  |    | 2   | 298          |
| 3    | A.J. Allmendinger  | 16 | 8   | 3   | 4   | 1   | 1   | 1   | 3   | 7  | 1   | 17  | 1  | 16 |     | 285          |
| 4    | Nelson Philippe    | 13 | 4   | 17  | 3   | 8   | 10  | 13  | 14  | 4  | 5   | 3   | 14 | 1  | 7   | 231          |
| 5    | Bruno Junqueira    | 15 | 10  | 10  | 15  | 4   | 2   | 8   | 15  | 17 | 2   | 12  | 2  | 6  | 4   | 219          |
| 6    | Will Power         | 9  | 7   | 11  | 11  | 18  | 9   | 7   | 6   | 6  | 4   | 5   | 13 | 12 | 3   | 213          |
| 7    | Paul Tracy         | 17 | 2   | 4   | 16  | 7   | 16  | 2   | 5   | 15 | 6   | 2   | 10 | 4  |     | 209          |
| 8    | Alex Tagliani      | 3  | 11  | 5   |     | 11  | 4   | 6   | 12  | 14 | 16  | 7   | 11 | 3  | 5   | 205          |
| 9    | Mario Domínguez    | 4  | 3   | 6   | 14  | 14  | 6   | 11  | 8   | 5  | 13  | 10  | 12 | 2  | 17  | 202          |
| 10   | Andrew Ranger      | 6  | 6   | 7   | 7   | 9   | 11  | 10  | 7   | 13 | 14  | 15  | 8  | 5  | 8   | 200          |
| 11   | Oriol Servià       | 18 | 12  | 8   | 5   | 10  | 3   | 12  | 4   | 8  | 15  | 16  | 4  | 13 | 6   | 197          |
| 12   | Dan Clarke         | 11 | 16  | 13  | 8   | 6   | 7   | 17  | 9   | 16 | 3   | 4   | 6  | 17 | 18  | 175          |
| 13   | Charles Zwolsman   | 12 | 15  | 12  | 9   | 12  | 15  | 9   | 10  | 9  | 10  | 8   | 7  | 7  | 11  | 162          |
| 14   | Jan Heylen         | 7  | 13  | 16  | 12  | 15  | 5   | 16  | 16  | 11 | 11  | 9   | 9  | 14 | 13  | 140          |
| 15   | Cristiano da Matta | 5  | 9   | 9   | 13  | 5   | 14  | 5   | 18  | 2  |     |     |    |    |     | 134          |
| 16   | Katherine Legge    | 8  | 14  | 14  | 6   | 13  | 8   | 14  | 13  | 12 | 9   | 13  | 16 | 15 | 16  | 133          |
| 17   | Nicky Pastorelli   |    | 17  | 15  | 10  | 17  | 17  |     | 17  | 10 | 12  | 6   |    |    |     | 73           |
| 18   | Antônio Pizzonia   | 10 |     |     |     |     |     |     |     |    |     | 11  |    | 10 | 12  | 43           |
| 19   | Tonis Kasemets     |    |     |     |     | 16  | 12  | 15  | 11  |    |     |     | 17 |    |     | 34           |
| 20   | Andreas Wirth      |    |     |     |     |     |     |     |     |    |     |     |    | 9  | 15  | 19           |
| 21   | Ryan Briscoe       |    |     |     |     |     |     |     |     |    |     |     |    | 11 | 14  | 17           |
| 22   | David Martínez     |    |     |     |     |     |     |     |     |    |     |     |    |    | 9   | 13           |
| 23   | Buddy Rice         |    |     |     |     |     |     |     |     |    |     |     |    |    | 10  | 11           |
| 24   | Jimmy Vasser       | 14 |     |     |     |     |     |     |     |    |     |     |    |    |     | 7            |
| 25   | Juan Cáceres       |    |     |     |     |     |     |     |     |    |     |     | 15 |    |     | 6            |

     nowicjusz (rookie)
| Klucz punktacji  | Klucz punktacji  | Klucz punktacji  | Klucz punktacji  | Klucz punktacji  | Klucz punktacji | Klucz punktacji | Klucz punktacji | Klucz punktacji | Klucz punktacji | Klucz punktacji | Klucz punktacji | Klucz punktacji | Klucz punktacji | Klucz punktacji | Klucz punktacji | Klucz punktacji | Klucz punktacji | Klucz punktacji | Klucz punktacji | Klucz punktacji |
| Miejsce          | 1                | 2                | 3                | 4                | 5 | 6 | 7 | 8 | 9 | 10 | 11 | 12 | 13 | 14 | 15 | 16 | 17 | 18 | 19 | 20 |
| ---------------- | ---------------- | ---------------- | ---------------- | ---------------- | --- | --- | --- | --- | --- | --- | --- | --- | --- | --- | --- | --- | --- | --- | --- | --- |
| Punkty           | 31               | 27               | 25               | 23               | 21 | 19 | 17 | 15 | 13 | 11 | 10 | 9 | 8 | 7 | 6 | 5 | 4 | 3 | 2 | 1 |
| Dodatkowe punkty | Dodatkowe punkty | Dodatkowe punkty | Dodatkowe punkty | Dodatkowe punkty | zwycięstwo w 1. sesji kwalifikacyjnej – 1 punkt zwycięstwo w 2. sesji kwalifikacyjnej – 1 punkt najszybsze okrążenie wyścigu – 1 punkt prowadzenie przynajmniej przez jedno okrążenie – 1 punkt największy postęp w wyścigu – 1 punkt | zwycięstwo w 1. sesji kwalifikacyjnej – 1 punkt zwycięstwo w 2. sesji kwalifikacyjnej – 1 punkt najszybsze okrążenie wyścigu – 1 punkt prowadzenie przynajmniej przez jedno okrążenie – 1 punkt największy postęp w wyścigu – 1 punkt | zwycięstwo w 1. sesji kwalifikacyjnej – 1 punkt zwycięstwo w 2. sesji kwalifikacyjnej – 1 punkt najszybsze okrążenie wyścigu – 1 punkt prowadzenie przynajmniej przez jedno okrążenie – 1 punkt największy postęp w wyścigu – 1 punkt | zwycięstwo w 1. sesji kwalifikacyjnej – 1 punkt zwycięstwo w 2. sesji kwalifikacyjnej – 1 punkt najszybsze okrążenie wyścigu – 1 punkt prowadzenie przynajmniej przez jedno okrążenie – 1 punkt największy postęp w wyścigu – 1 punkt | zwycięstwo w 1. sesji kwalifikacyjnej – 1 punkt zwycięstwo w 2. sesji kwalifikacyjnej – 1 punkt najszybsze okrążenie wyścigu – 1 punkt prowadzenie przynajmniej przez jedno okrążenie – 1 punkt największy postęp w wyścigu – 1 punkt | zwycięstwo w 1. sesji kwalifikacyjnej – 1 punkt zwycięstwo w 2. sesji kwalifikacyjnej – 1 punkt najszybsze okrążenie wyścigu – 1 punkt prowadzenie przynajmniej przez jedno okrążenie – 1 punkt największy postęp w wyścigu – 1 punkt | zwycięstwo w 1. sesji kwalifikacyjnej – 1 punkt zwycięstwo w 2. sesji kwalifikacyjnej – 1 punkt najszybsze okrążenie wyścigu – 1 punkt prowadzenie przynajmniej przez jedno okrążenie – 1 punkt największy postęp w wyścigu – 1 punkt | zwycięstwo w 1. sesji kwalifikacyjnej – 1 punkt zwycięstwo w 2. sesji kwalifikacyjnej – 1 punkt najszybsze okrążenie wyścigu – 1 punkt prowadzenie przynajmniej przez jedno okrążenie – 1 punkt największy postęp w wyścigu – 1 punkt | zwycięstwo w 1. sesji kwalifikacyjnej – 1 punkt zwycięstwo w 2. sesji kwalifikacyjnej – 1 punkt najszybsze okrążenie wyścigu – 1 punkt prowadzenie przynajmniej przez jedno okrążenie – 1 punkt największy postęp w wyścigu – 1 punkt | zwycięstwo w 1. sesji kwalifikacyjnej – 1 punkt zwycięstwo w 2. sesji kwalifikacyjnej – 1 punkt najszybsze okrążenie wyścigu – 1 punkt prowadzenie przynajmniej przez jedno okrążenie – 1 punkt największy postęp w wyścigu – 1 punkt | zwycięstwo w 1. sesji kwalifikacyjnej – 1 punkt zwycięstwo w 2. sesji kwalifikacyjnej – 1 punkt najszybsze okrążenie wyścigu – 1 punkt prowadzenie przynajmniej przez jedno okrążenie – 1 punkt największy postęp w wyścigu – 1 punkt | zwycięstwo w 1. sesji kwalifikacyjnej – 1 punkt zwycięstwo w 2. sesji kwalifikacyjnej – 1 punkt najszybsze okrążenie wyścigu – 1 punkt prowadzenie przynajmniej przez jedno okrążenie – 1 punkt największy postęp w wyścigu – 1 punkt | zwycięstwo w 1. sesji kwalifikacyjnej – 1 punkt zwycięstwo w 2. sesji kwalifikacyjnej – 1 punkt najszybsze okrążenie wyścigu – 1 punkt prowadzenie przynajmniej przez jedno okrążenie – 1 punkt największy postęp w wyścigu – 1 punkt | zwycięstwo w 1. sesji kwalifikacyjnej – 1 punkt zwycięstwo w 2. sesji kwalifikacyjnej – 1 punkt najszybsze okrążenie wyścigu – 1 punkt prowadzenie przynajmniej przez jedno okrążenie – 1 punkt największy postęp w wyścigu – 1 punkt | zwycięstwo w 1. sesji kwalifikacyjnej – 1 punkt zwycięstwo w 2. sesji kwalifikacyjnej – 1 punkt najszybsze okrążenie wyścigu – 1 punkt prowadzenie przynajmniej przez jedno okrążenie – 1 punkt największy postęp w wyścigu – 1 punkt | zwycięstwo w 1. sesji kwalifikacyjnej – 1 punkt zwycięstwo w 2. sesji kwalifikacyjnej – 1 punkt najszybsze okrążenie wyścigu – 1 punkt prowadzenie przynajmniej przez jedno okrążenie – 1 punkt największy postęp w wyścigu – 1 punkt |

## Puchar narodów
| Poz. | Kraj              | Punkty |
| ---- | ----------------- | ------ |
| 1    | Francja           | 397    |
| 2    | Wielka Brytania   | 331    |
| 3    | Stany Zjednoczone | 292    |
| 4    | Kanada            | 292    |
| 5    | Brazylia          | 266    |
| 6    | Meksyk            | 209    |
| 7    | Australia         | 209    |
| 8    | Hiszpania         | 192    |
| 9    | Holandia          | 163    |
| 10   | Belgia            | 137    |
| 11   | Estonia           | 34     |
| 12   | Niemcy            | 19     |
| 13   | Urugwaj           | 6      |